# Pimelodus
Pimelodus is een geslacht van straalvinnige vissen uit de familie Pimelodidae.

## Soorten
- Pimelodus absconditus Azpelicueta, 1995
- Pimelodus albicans (Valenciennes, 1840)
- Pimelodus albofasciatus Mees, 1974
- Pimelodus altissimus Eigenmann & Pearson, 1942
- Pimelodus argenteus Perugia, 1891
- Pimelodus atrobrunneus Vidal & Lucena, 1999
- Pimelodus blochii Valenciennes, 1840
- Pimelodus brevis Marini, Nichols & La Monte, 1933
- Pimelodus britskii Garavello & Shibatta, 2007
- Pimelodus coprophagus Schultz, 1944
- Pimelodus fur (Lütken, 1874)
- Pimelodus garciabarrigai Dahl, 1961
- Pimelodus grosskopfii Steindachner, 1879
- Pimelodus halisodous Ribeiro, Lucena & Lucinda, 2008
- Pimelodus jivaro Eigenmann & Pearson, 1942
- Pimelodus joannis Ribeiro, Lucena & Lucinda, 2008
- Pimelodus luciae Rocha & Ribeiro, 2010
- Pimelodus maculatus Lacepède, 1803
- Pimelodus microstoma Steindachner, 1877
- Pimelodus multicratifer Ribeiro, Lucena & Oyakawa, 2011
- Pimelodus mysteriosus Azpelicueta, 1998
- Pimelodus navarroi Schultz, 1944
- Pimelodus ornatus Kner, 1858
- Pimelodus ortmanni Haseman, 1911
- Pimelodus pantaneiro Souza-Filho & Shibatta, 2007
- Pimelodus paranaensis Britski & Langeani, 1988
- Pimelodus pictus Steindachner, 1876
- Pimelodus pintado Azpelicueta, Lundberg & Loureiro, 2008
- Pimelodus platicirris Borodin, 1927
- Pimelodus pohli Ribeiro & Lucena, 2006
- Pimelodus punctatus (Meek & Hildebrand, 1913)
- Pimelodus stewarti Ribeiro, Lucena & Lucinda, 2008
- Pimelodus tetramerus Ribeiro & Lucena, 2006